# Ramazan Özcan
Ramazan Özcan, född 28 juni 1984, är en österrikisk före detta fotbollsmålvakt. 

## Klubbkarriär
I juni 2016 värvades Özcan av Bayer Leverkusen, där han skrev på ett treårskontrakt. Under våren 2019 förlängde Özcan sitt kontrakt med ett år. Han avslutade karriären år 2020 och är nu målvaktstränare för klubbens ungdomssektion.

## Landslagskarriär
Özcan debuterade för Österrikes landslag den 20 augusti 2008 i en 2–2-match mot Italien. Han var med i Österrikes trupp vid fotbolls-EM 2008 och EM 2016.